# Pablo Fante
Pour les articles homonymes, voir Fante et Pizarro.
 (juillet 2024).
La mise en forme du texte ne suit pas les recommandations de Wikipédia : il faut le « wikifier ».
Les points d'amélioration suivants sont les cas les plus fréquents. Le détail des points à revoir est peut-être précisé sur la page de discussion.
- Les titres sont pré-formatés par le logiciel. Ils ne sont ni en capitales, ni en gras.
- Le texte ne doit pas être écrit en capitales (les noms de famille non plus), ni en gras, ni en italique, ni en « petit »…
- Le gras n'est utilisé que pour surligner le titre de l'article dans l'introduction, une seule fois.
- L'italique est rarement utilisé : mots en langue étrangère, titres d'œuvres, noms de bateaux, etc.
- Les citations ne sont pas en italique mais en corps de texte normal. Elles sont entourées par des guillemets français : « et ».
- Les listes à puces sont à éviter, des paragraphes rédigés étant largement préférés. Les tableaux sont à réserver à la présentation de données structurées (résultats, etc.).
- Les appels de note de bas de page (petits chiffres en exposant, introduits par l'outil «  Source ») sont à placer entre la fin de phrase et le point final[comme ça].
- Les liens internes (vers d'autres articles de Wikipédia) sont à choisir avec parcimonie. Créez des liens vers des articles approfondissant le sujet. Les termes génériques sans rapport avec le sujet sont à éviter, ainsi que les répétitions de liens vers un même terme.
- Les liens externes sont à placer uniquement dans une section « Liens externes », à la fin de l'article. Ces liens sont à choisir avec parcimonie suivant les règles définies. Si un lien sert de source à l'article, son insertion dans le texte est à faire par les notes de bas de page.
- La présentation des références doit suivre les conventions bibliographiques. Il est recommandé d'utiliser les modèles {{Ouvrage}}, {{Chapitre}}, {{Article}}, {{Lien web}} et/ou {{Bibliographie}}. Le mode d'édition visuel peut mettre en forme automatiquement les références.
- Insérer une infobox (cadre d'informations à droite) n'est pas obligatoire pour parachever la mise en page.

Pour une aide détaillée, merci de consulter Aide:Wikification.
Si vous pensez que ces points ont été résolus, vous pouvez retirer ce bandeau et améliorer la mise en forme d'un autre article.
Pablo Fante (pseudonyme de Juan Pablo Pizarro de Trenqualye) (Santiago, 1980) est un poète, traducteur, musicien et videaste chilien. Il a publié plus de 30 livres de traductions, dont Hamlet de William Shakespeare et une sélection d'essais de Michel de Montaigne.

## Biographie
Pablo Fante a étudié Histoire à la Sorbonne. Il est docteur en Littérature par l'Université de Toulouse.
Il est l'auteur des recueils de poésie Sed de fluir (Chancacazo, 2010), Verde noche (Poetas Libres, 2017), Dinosaurios/Todos vuelven (Libros del Pez Espiral, 2019) et Rin del angelito (Naranja Publicaciones, 2020), ainsi que de la nouvelle De ardor bullir en la Sofía (Cuneta, 2009). Son œuvre littéraire a été décrite comme un croisement entre un registre baroque et moderne. Certains de ses poèmes ont été publiés et traduits en France dans des revues et des anthologies,.
Sur le plan musical, il a été interprète et compositeur dans les groupes Six Magics, Blablá, La Naranja Gata, Óxido Estelar et Newentropía. Sous le label Estudios Banana, il a enregistré pour différents artistes et ensembles chiliens, notamment l'album Shat Mat de Diego Riedemann (Premio Pulsar 2015).
Depuis 2011, il est membre fondateur de la Orquesta de Poetas, qui fait partie du mouvement de poésie sonore et visuelle au Chili. Dans ce contexte, Pablo Fante s'est produit à Bogota, Oaxaca, Buenos Aires, Montevideo, Madrid, Venise, Rio et Sao Paulo. Il a participé au Festival Puerto de Ideas et au Festival de las Artes de Valparaíso. En outre, avec l'Orquesta de Poetas, il développe le projet de captation audiovisuelle Registro de Poetas.
Il est membre du quatuor de poésie sonore et videoarte politique Radio Magallanes, avec le poète Carlos Soto Román. En 2019, Radio Magallanes a publié le livre 11 nuits et s'est présenté dans la commémoration du 11 septembre dans le Musée de la Mémoire de Santiago. En 2023, Radio Magallanes s'est présenté à Barcelone et Toulouse, dans le cadre des 50 ans du coup d'État au Chili (1973-1923).
Pablo Fante est l'auteur du vidéopoème Cloris Orityia (2014), en collaboration avec Moisés Vicent. Il a également réalisé des œuvres audiovisuelles pour les expositions de David Scognamiglio (à la Galería Gabriela Mistral) et de Tomás Browne (au Museo Regional de Magallanes).

## Œuvres

### Recueils de poèmes
- Sed de fluir. Chancacazo Publicaciones, Santiago, 2010.
- Verde noche. Poetas Libres, Santiago, 2017.
- Dinosaurios/Todos vuelven. Libros del Pez Espiral, Santiago, 2019.
- Rin del angelito (livre-objet). Naranja Publicaciones, Santiago, 2020.